# Autònoe (satèl·lit)
Autònoe (del grec Αυτονόη) o Júpiter XXVIII és un satèl·lit natural retrògrad irregular del planeta Júpiter. Fou descobert l'any 2001 per un equip de la Universitat de Hawaii liderat per Scott Sheppard i rebé la designació provisional de S/2001 J 1.

## Característiques
Autònoe té un diàmetre d'uns 4 quilòmetres, i orbita Júpiter a una distància mitjana de 24,264 milions de km en 772,168 dies, a una inclinació de 150 º a l'eclíptica (151° a l'equador de Júpiter), en una direcció retrògrada i amb una excentricitat de 0,369.
Pertany al grup de Pasífae, compost pels satèl·lits irregulars retrògrads de Júpiter en òrbites entre els 23 i 24 milions de km i en una inclinació entre el 144,5° i els 158,3° .

## Denominació
El satèl·lit deu el seu nom al personatge de la mitologia grega Autònoe, la filla de Cadme i Harmonia, germana d'una de les conquestes de Zeus, Sèmele.
Rebé el nom definitiu d'Autònoe a l'agost de 2003. Anteriorment havia tingut la designació provisional de S/2001 J 1, que indica que fou el primer satèl·lit fotografiat per primera vegada l'any 2001.